# Alberto Suárez Laso
Alberto Suárez Laso (Oviedo, 19 de diciembre de 1977) es un deportista español que compite en atletismo adaptado. Ganó tres medallas en los Juegos Paralímpicos de Verano entre los años 2012 y 2024.

## Palmarés internacional
| Juegos Paralímpicos | Juegos Paralímpicos     | Juegos Paralímpicos | Juegos Paralímpicos |
| Año                 | Lugar                   | Medalla             | Prueba              |
| ------------------- | ----------------------- | ------------------- | ------------------- |
| 2012                | Londres (Reino Unido)   | Medalla de oro      | Maratón T12         |
| 2016                | Río de Janeiro (Brasil) | Medalla de plata    | Maratón T12         |
| 2024                | París (Francia)         | Medalla de plata    | Maratón T12         |